# Contributions from the Texas Research Foundation, Botanical Studies
Contributions from the Texas Research Foundation, Botanical Studies (abreviado Contr. Texas Res. Found., Bot. Stud.) es una revista científica con ilustraciones y descripciones botánicas que es publicada en Estados Unidos desde el año 1951.